# Хронологія рекордів Європи з шосейного бігу на 5 кілометрів серед чоловіків
Рекорди Європи з бігу на 5 кілометрів визнаються Європейською легкоатлетичною асоціацією з-поміж результатів, показаних європейськими легкоатлетами на шосейній дистанції, за умови дотримання встановлених вимог.
Перший рекорд Європи у цій дисципліні був ратифікований 2019 року.

## Хронологія рекордів
| Результат                              | Атлет                     | Місто змагань | Дата змагань | Примітки    | Відео |
| -------------------------------------- | ------------------------- | ------------- | ------------ | ----------- | ----- |
| 13.29                                  | Жульєн Вандерс Швейцарія  | Монако        | 17.02.2019   | [ 1 ]       |       |
| 13.29+                                 | Жульєн Вандерс Швейцарія  | Валенсія      | 12.01.2020   | [ 2 ]       |       |
| 13.18                                  | Джиммі Грессьє Франція    | Монако        | 16.02.2020   | [ 3 ] [ 4 ] |       |
| 13.14                                  | Єманеберхан Кріппа Італія | Герцогенаурах | 30.04.2022   | [ 5 ]       |       |
| 13.12                                  | Джиммі Грессьє Франція    | Монако        | 12.02.2023   | [ 6 ]       |       |
| 13.12                                  | Домінік Лобалу Швейцарія  | Барселона     | 31.12.2023   | [ 7 ]       |       |
| 12.57                                  | Джиммі Грессьє Франція    | Лілль         | 16.03.2025   | [ 8 ]       |       |
| 0 років, 13 днів від дати встановлення |                           |               |              |             |       |